# Akurat

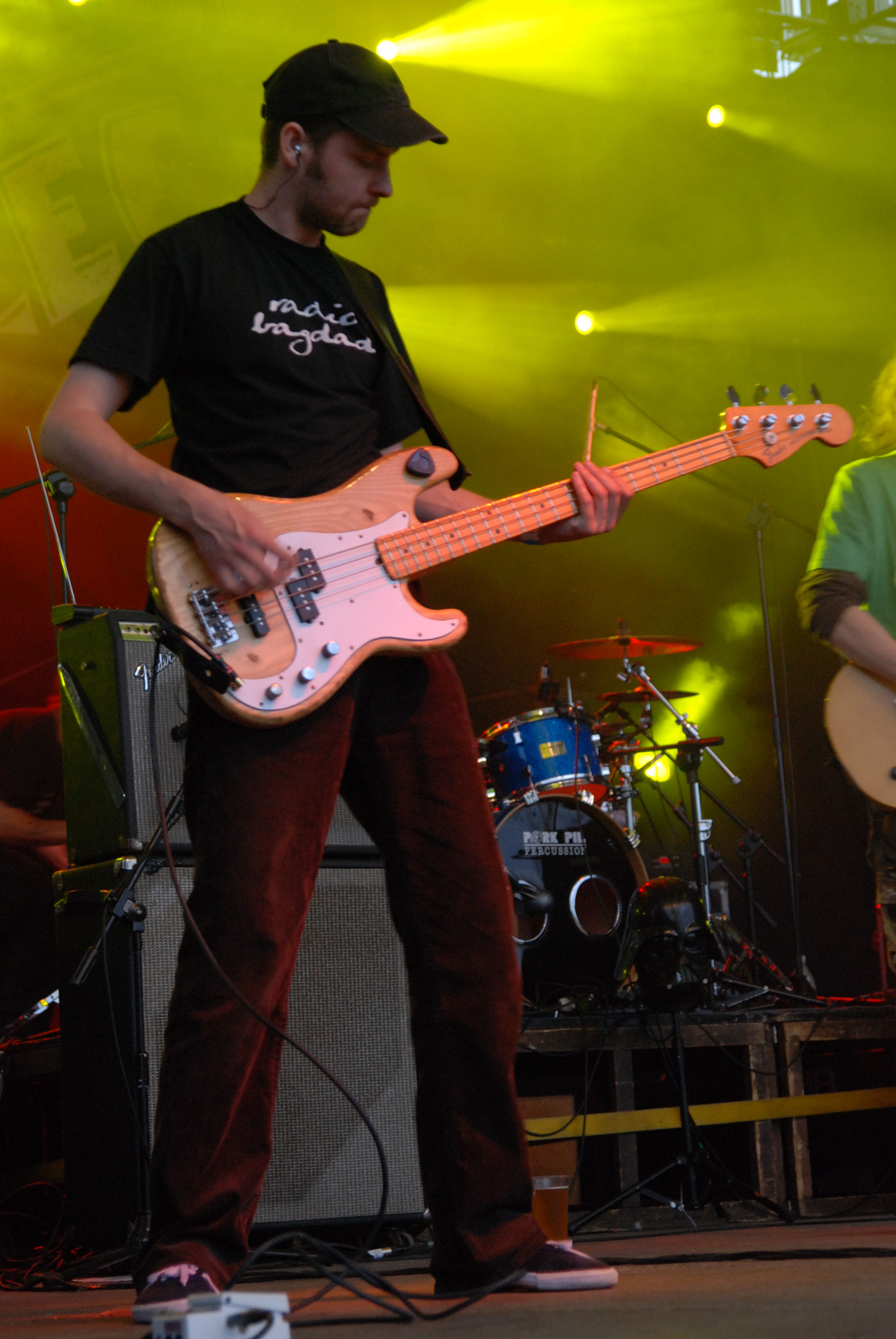
Ірешенуш Войнар

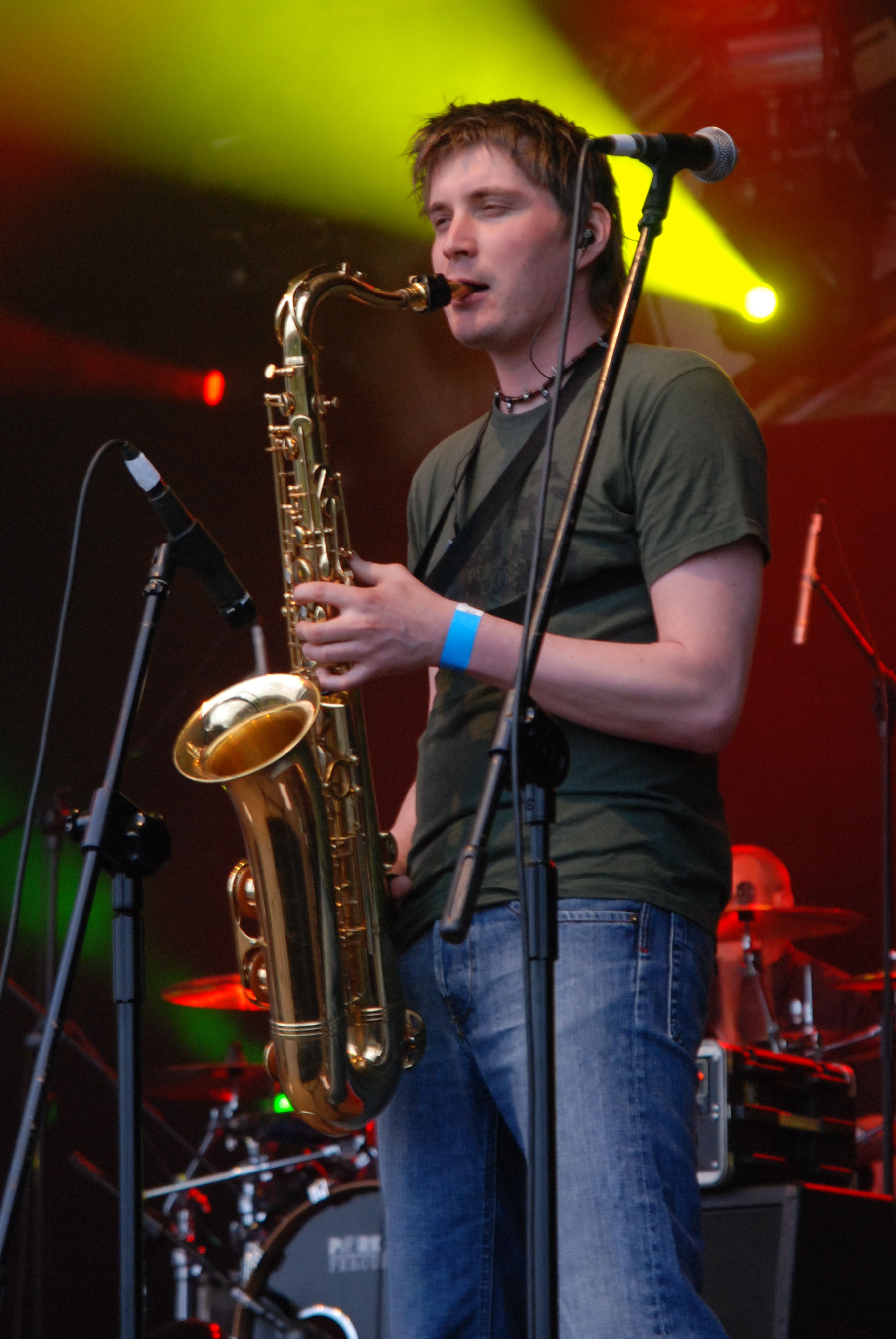
Пшемислав Звяс

Akurat — польський музичний гурт, створений 1994 року у місті Бельсько-Бяла.
Музика гурту не належить до одного конкретного стилю. Музикантами використовуються елементи року, ска, регі, панк-року, поп-року і фанк-року. Члени гурту називають свою музику як «poezja ska-kana». Текст пісень характеризується грою слів.

## Музиканти

### Сучасний склад
- Пйотр Врубель — гітара, вокал, автор більшості текстів
- Воцех («Yellow») Жулти — гітара, вокал, автор текстів
- Іренеуш Войнар — бас-гітара
- Пшемислав Звяс — саксофон, флейта
- Бартек («Barthezz») Павлюс — барабани

### Колишні члени гурту
- Пйотр «Yoyo» Якімов — барабани (до 2002 року)
- Лукаш Ґоцаль — барабани (до 2007 року)
- Томаш Клапточ — вокал, труба, губна гармоніка (до 2008 року)
- Кшиштоф «Flipper» Крупа — барабани (до 2011 року)

## Дискографія

### Студійні альбоми
- Pomarańcza (29 січня 2001, перевидання 22 травня 2006)
- Prowincja (1 жовтня 2003, перевидання 22 травня 2006)
- Fantasmagorie (31 травня 2006)
- Optymistyka[1] (7 листопада 2008)
- Człowiek (31 травня 2010)

### Сингли
- Droga długa jest (2001)
- Dyskoteka gra (2001)
- Lubię mówić z Tobą (2002)
- Do prostego człowieka (2003) (на слова вірша Юліана Тувіма)
- Wiej-ska (2003)
- Fantasmagorie (2006)
- Demo (2006)
- Czy to już (2006)
- Tylko najwięksi (2007)
- Jeden człowiek to jeden sens (2008)
- Żółty wróbel (2008)
- Język ciała (2009)
- Danse Macabre (2010) (кавер пісні Яроміра Ногавіци)
- Godowy majowy (2010)
- Ale człowiek song (2010)
- Nie fikam (2011)